# Хаус и философия: Все врут!
Хаус и философия: Все врут! (англ. House and Philosophy: Everybody Lies) — произведение, посвященное Грегори Хаусу, персонажу сериала «Доктор Хаус», позиционирующееся как врачебная драма. Книга состоит из восемнадцати эссе-рассуждений, принадлежащих перу двадцати философов, описывающих определенные аспекты деятельности и мировоззрения Грегори Хауса.
В продаже в России книга появилась в начале 2010 года. Её тираж составил 5000 экземпляров.

## Авторы
Генри Джейкоби преподает философию в Университете Восточной Каролины в Гринвилле, штат Северная Каролина. Он написал множество работ по философии сознания, языку, религии и природе нравственности, его эссе есть в сборнике «„Южный парк“ и философия» (South Park and Philosophy). Как и Хаус, он сторонится людей с тех пор, как ему исполнилось три года.
Дженнифер МакМахон — доцент факультета английского языка и философии и заведующая кафедрой филологии в Университете Ист-Сентрал в Аде, штат Оклахома. Её научные интересы включают экзистенциализм, философию и литературу, эстетику и компаративную философию, а в последнее время она сосредоточилась на философии и поп-культуре. Работы МакМахон неоднократно печатали в научных журналах и сборниках. Хотя Дженнифер много занимается Сартром, она не разделяет его убеждения «ад — это другие», но при этом согласна с Хаусом, что «все врут».
Дэвид Голдблатт — почетный профессор философии в Университете Денисона в Грэнвилле, штат Огайо. Он выпустил книгу «Искусство и чревовещание» (Art and Ventriloquism) и вместе с Ли Брауном редактировал сборник «Эстетика: антология философии искусства» (Aesthetics: A Reader in Philosophy of the Arts). Голдблатт — автор множества статей по философии — не принимает никаких лекарств, кроме аспирина, и считает, что чем меньше он знает о работе своего организма, тем лучше.
У Джейн Драйден нет медицинского образования и электрогитары в кабинете, но зато есть докторская степень по философии и банджо. Поскольку ей приходится много времени проводить в одиночестве в библиотеке, она мечтает о команде «утят», которые помогали бы ей в исследовании проблем немецкого идеализма и феминистской философии. Джейн считает, что в «Дживсе и Вустере» Хью Лори со своим британским акцентом просто лапочка.
Джеральд Абрамс — доцент кафедры философии в Университете Крейтона в Омахе, штат Небраска. Регулярно пишет на темы философии в популярной культуре. Статьи публиковались в сборниках «Звездный крейсер „Галактика“ и философия» (Battlestar Galactica and Philosophy), «Философия фильма-нуар» (The Philosophy of Film Noir), «Философия неонуара» (The Philosophy of Neo-Noir) и «Философия Мартина Скорсезе» (The Philosophy of Martin Scorsese). В отличие от Хауса, Абрамс не хромает, поэтому ему нечем оправдать свой дурной характер.
Барбара Сток — доцент кафедры философии в Университете Галладет в Вашингтоне. Её исследовательские и преподавательские интересы включают философию морали, медицинскую этику, философию первой половины XX века и философские проблемы в научной фантастике. Каким-то необъяснимым образом университетское начальство позволило ей морочить головы первокурсникам междисциплинарным курсом «Смысл жизни на материале сериала „Доктор Хаус“». Больше всего ей хотелось бы, чтобы в сериал вернулась такая звезда, как Стив МакКуин.
Джеффри Рафф — профессор религиоведения в Университете Маршалла в Хантингтоне, штат Западная Вирджиния. Как ученого его интересуют традиции медитации (особенно дзэн и йога), а также мистические и поэтические видения (в том числе язык, который используется для их описания). Как ученого и художника — творческие процессы и методы, то есть то, как люди думают и что говорят о творчестве и как занимаются искусством и интеллектуальной работой. Читает Рафф
лекцию или пишет эссе о дзэн-буддизме, он гораздо больше рассказывает не об истории коанов или гностическом переживании в практике дзэн, а о шоколадных тортах, белках в университетском кампусе или созерцании луны. Хаусу он бы не понравился.
Джереми Бэррис — профессор философии в Университете Маршалла в Хантингтоне, штат Западная Вирджиния. Как философа его интересуют главным образом отношения между реальностью, мышлением, стилем, юмором и справедливостью. Опубликованные работы включают книги «Парадокс и возможность знания (на примере психоанализа)» (Paradox and the Possibility of Knowledge: The Example of Psychoanalysis) и «Журавлиная походка: Платон, плюрализм и непостоянство истины» (Paradox and the Possibility of Knowledge: The Example of Psychoanalysis, The Crane’s Walk: Plato, Pluralism, and the Inconstancy of Truth). Он любит огреть тростью случайного прохожего — вдруг это поможет разрешить какую-нибудь проблему.
Хотя в детстве Мелани Фраппье хотела стать доктором, она так и не удосужилась поступить на медицинский. Получив степень бакалавра по физике, переключилась на философию и с удовольствием читала лекции в университете штата Миннесота. Сейчас она преподает историю науки в канадском Университете Кингз Колледж в Галифаксе и ждет не дождется, когда её пригласят работать в какую-нибудь научноисследовательскую клинику. Как и Хаус, Мелани верит, что сократический метод — лучший способ научить людей чему угодно, но сама не решается его применять, потому что боится кого-нибудь обидеть (это черта, свойственная многим канадцам). Она живёт в Новой Шотландии с мужем и двумя сыновьями.
Питер Вернеззе — доцент факультета философии в Государственном университете Уэбера в Огдене, штат Юта. Он автор книги «He тревожься, будь стоиком: античная мудрость для смутных времен» (Don’t Worry, Be Stoic: Ancient Wisdom for Troubled Times) и соредактор сборников «Клан Сопрано и философия» (The Sopranos and Philosophy) и «Боб Дилан и философия» (Bob Dylan and Philosophy). Ему хотелось бы найти способ как-то применить хаусовские методы лечения в академическом мире — чтобы работать, не видя студентов.
Рене Кайл изучает философию в Университете Воллонгонга в Австралии. В сферу её научных интересов входят философия феминизма, психология морали, посттравматические психические расстройства, телесность и женское здоровье. В настоящее время она исследует этические аспекты нанотехнологий, но по-прежнему каждую неделю ждёт, что Чейз пригласит её на свидание прямо с экрана.
Тереза Берк преподает философию и биоэтику в Университете Галладет в Вашингтоне — единственном в мире высшем учебном заведении для глухих и слабослышащих. Она пишет на темы биоэтики и инвалидности, особенно интересуясь перспективами генетических технологий для повышения качества жизни глухих. В глубине души Тереза мечтает использовать хаусовский подход к дифференциальной диагностике при выставлении оценок, но знает, что Кадди этого никогда не одобрила бы.
Марк Уиклер — профессор философии и общественной медицины в Университете Западной Вирджинии в Моргантауне, адъюнкт-профессор медицины и член Совета по биоэтике и медицине при факультете права Питтсбургского университета. С гордостью называя себя хаусоманом, Марк использует фрагменты сериала в своих лекциях и на презентациях. Марк смотрит «Хауса» на занятиях в университете и в домашнем спортзале, а в свободное от просмотра время пишет о биоэтике. В числе его работ монография «Этика и пожилые люди» (Ethics and the Elderly (Oxford University Press), а также многочисленные статьи для сборников и научных журналов. Сейчас он собирает материал для книги, посвященной отказу от медицинской помощи по религиозным и политическим убеждениям, которая выйдет в издательстве Кембриджского университета. Марк работает консультантом по медицинской этике в двух больницах. Его главный совет докторам: «Не относитесь к пациентам по-хаусовски».
Кэтрин Сартин учится в аспирантуре Университета штата Флорида в Гейнсвилле. Когда она решит остепениться и найти работу, то думает устроиться в больничный комитет по этике (и этим оправдывает свою привычку по много раз пересматривать каждый эпизод «Доктора Хауса»).
Кеннет Эренберг — старший преподаватель философии и научный сотрудник факультета права в Университете штата Нью-Йорк в Буффало. Он напечатал ряд работ по теории права, метаэтике и теории ценностей и сейчас изучает вопросы авторитета и методов интерпретации законов. Он с первого взгляда понял, что Хаус многим обязан Шерлоку Холмсу, а ещё у него есть знакомые, которые знают людей, которые знают Хью Лори.
Джон Фицпатрик преподает философию в Университете штата Теннеси в Чаттануге. Он автор таких книг, как «Политическая философия Джона Стюарта Милля: равновесие между свободой и коллективным благом» (John Stuart Mill’s Political Philosophy: Balancing Freedom and the Collective Good) и «Начиная с Милля» (Starting with Mill). Фицпатрик, давний любитель детективов и медицинских сериалов, с гордостью носит титул National Master по шахматам. Как и Хаусу, Джону легко дается добродетель эксцентричности.
Сара Протаси так любит философию, что поступила в аспирантуру Йельского университета во второй раз. Она публиковала статьи и книжные рецензии на итальянском, а сейчас работает над исследованием настоящей любви, продолжающем тему её первой диссертации. Сара боялась, что Форман украдет её статью, но огорчилась ещё больше, когда Хаус сказал ему этого не делать.
Сара Уоллер — доцент факультета философии в Университете Кейс Вестерн Резерв в Кливленде, штат Огайо. Недавно она окончила курс дрессуры в чикагском океанариуме, где изучала морских животных — каланов, морских львов, белух и дельфинов-белобочек. Область научных интересов Сары включает неврологию, философские аспекты когнитивной этологии и философию сознания, а также сериалы «Доктор Хаус» и «Баффи — истребительница вампиров». Сара хотела бы стать следующей в длинном списке жен Уилсона — по её мнению, он замечательный любовник и внимательный муж, а когда он перестанет обращать на неё внимание и они разведутся, то смогут остаться друзьями.
Хэзер Бэттали — доцент кафедры философии в Университете штата Калифорния в Фуллертоне. Ей повезло с родителями: один — математик, другой — историк. Это объясняет две её величайших страсти — к логике и к Аристотелю, преданность преподавательской работе и специализацию на философии познания и интеллектуальной добродетели. Хэзер — автор статьи «Обучение интеллектуальным добродетелям» («Teaching Intellectual Virtues») для сборника «Преподавание философии» (Teaching Philosophy) и «Интеллектуальная добродетель и понимание собственной сексуальной ориентации» («Intellectual Virtue and Knowing One’s Sexual Orientation») в сборнике «Секс и этика» (Sex and Ethics)) и соредактор сборника «Взгляд на философию Уильяма Олстона» (Perspectives on the Philosophy of William P. Alston). Хотя она любит доктора Хауса, работать на месте Кадди не согласилась бы ни за какие коврижки.
Эми Коплан — старший преподаватель философии в Университете штата Калифорния в Фуллертоне. Сфера её интересов включает психологию морали, философию кинематографа и античную философию. Сейчас она редактирует междисциплинарный сборник по эмпатии (да, она знает, что Хаус сказал бы по этому поводу) и книгу о фильме «Бегущий по лезвию». Помимо философии и кино, она любит общаться в Интернете с людьми типа Хауса и Уилсона, рассказывать всем, как невероятно умны два её лабрадора (кстати, это объективный факт) и диагностировать расстройства личности у друзей и родственников. Она уверена, что мизантропия и желчная манера изъясняться сделали бы Хауса желанным оратором на собрании Американской философской ассоциации.

## Отзывы о книге
- Отзыв Константина Мильчина («Ведомости. Пятница»):

«Создатели книги „Хаус и философия“, группа американских философов […] ищут истоки мировоззрения Хауса у Сартра („Ад — это другие“), у Ницше (Хаус как сверхчеловек) и даже у Сократа („Как и Хаус, Сократ не особо церемонился, втягивая людей в философские споры“).»